# 十二神社 (天理市)
十二神社（じゅうにじんじゃ）は、奈良県天理市にある神社である。
式内小社「大和国山辺郡 夜都伎神社」の論社である（他の論社は同市乙木町の夜都岐神社と田井庄町の八剣神社）。

## 祭神
祭神は以下に示す日本書紀本文に記される神世七代11柱の神および天照大神で、「十二神社」の社名はそれに由来するものである。江戸時代は十二社大明神と称していた。
- 国常立尊
- 国狭土尊
- 豊斟渟尊
- 泥土煮尊・沙土煮尊
- 大戸道尊・大戸辺尊
- 面足尊・惶根尊
- 伊弉諾尊・伊弉冉尊
- 大日孁貴尊

## 歴史
奈良盆地でも珍しい、標高100m以上の高地に位置する環濠集落である、竹之内の集落の東北奥に位置する。また、竹之内集落の濠は、現在も集落の西側に残っている。
伝承によれば、江戸時代、乙木村の産土神である夜都岐神社の社地と、現在の十二神社の社地である竹之内村の三間塚池（さぎづかいけ）を交換したという。竹之内村の本来の産土神は白山権現を祀る白山権現社であったが、明治時代に当社に合祀された。

## 境内
拝殿の前には神石があり、参拝前に「ワハッハ」と声を出して笑い三回周囲を廻る風習がある。境内社に七柱神社・多賀神社がある。
当社の北側には地元の人が「火の谷」と呼ぶ地域がある。「夜都岐」は「八剣」が変化したものとされ、各地の八剣神社の創建譚に「日の谷」の地名がよく登場することから関連があるものとみられる。